# Hippocampus barbouri
Hippocampus barbouri é uma espécie de peixe da família Syngnathidae.
Pode ser encontrada nos seguintes países: Indonésia, Malásia e Filipinas.
Os seus habitats naturais são: pradarias aquáticas subtidais.
Está ameaçada por perda de habitat.